# Чина гороховидная
Чина гороховидная (лат. Lathyrus pisiformis) — травянистое многолетнее растение рода Чина семейства Бобовые (Fabaceae).

## Ботаническое описание
Стебли 50-80 см высотой, почти прямостоячие или восходящие, крылатые, как и всё растение, почти голые или голые.
Ось листа заканчивается ветвистым усиком. Листочки в числе 3-5 пар, 2-6 см длиной, 1-3,5 см шириной, яйцевидные, продолговато-овальные, иногда почти ланцетные. Прилистники яйцевидные, крупные, немного мельче ближайших листочков.
Кисти довольно плотные, 6—20-цветковые. Чашечка 8—10 мм длиной, верхние зубцы её округло-треугольные, в 2—3 раза короче трубки, нижние продолговато-ланцетные, почти равны трубке. Венчики красновато-лиловые, (10)12—15 мм длиной. Завязь может быть мелкожелезистая.
Бобы 4—5 см длиной, продолговато-линейные, голые.

## Распространение и экология
Встречается в Средней и Восточной Европе, на Кавказе (Предкавказье), в Сибири, на Алтае, в Средней Азии, Северной Монголии, в Северо-Западном Китае. На Алтае растёт в Предалтайских степях, нижних частях гор и по речным долинам рек Бии и Катуни, проникая на юг до низовьев Чулышмана и подножия Катунских белков.
Растёт на суходольных, пойменных, реже степных лугах, луговых склонах, в негустых лесах, по их опушкам и в кустарниках.

## Химический состав
Химический состав изучен недостаточно. Содержание питательных веществ в конце цветения составляет: белка 21,2 %, жира 3,3 %, клетчатки 30,0 %, каротина 14 мг%, витамина P 360 мг%.
В абсолютно сухом веществе растения собранного в фазе цветения содержалось 5,6 % золы, 21,2 % протеина, 3,3 % жира, 30,0 % клетчатки, 39,9 % БЭВ.

## Значение и применение
На пастбище хорошо поедается маралами и крупным рогатым скотом. В сене хорошо поедается лошадьми и крупным рогатым скотом, другими животными удовлетворительно.
В народной медицине Западной Сибири и Алтая чину гороховидную в виде настоя принимают от водянки живота — асците, при обильных месячных кровотечениях, при уплотнении матки (фиброме). Корни в сборах — при заболеваниях нервной системы.

## Классификация

### Таксономия
Lathyrus pisiformis L., 1753, Sp. Pl.: 734
Вид Чина гороховидная относится к роду Чина (Lathyrus) подсемейства Мотыльковые (Papilionoideae) семейства Бобовые (Fabaceae) порядка Бобовоцветные (Fabales). Таксономическая схема в соответствии с Системой APG IV по состоянию на декабрь 2023 года:
|  |                                      |  |                                   |                                   |                   |  | ещё 3 семейства | ещё 3 семейства   |                          |  |  |  | еще 523 рода                                                     | еще 523 рода      |  |  |
|  |                                      |  |                                   |                                   |                   |  | ещё 3 семейства | ещё 3 семейства   |                          |  |  |  | еще 523 рода                                                     | еще 523 рода      |  |  |
|  |                                      |  |                                   | порядок Бобовоцветные             |                   |  |                 |                   | подсемейство Мотыльковые |  |  |  |                                                                  | Чина гороховидная |  |  |
|  |                                      |  |                                   | порядок Бобовоцветные             |                   |  |                 |                   | подсемейство Мотыльковые |  |  |  |                                                                  | Чина гороховидная |  |  |
|  | отдел Цветковые, или Покрытосеменные |  |                                   |                                   | семейство Бобовые |  |                 |                   | род Чина                 |  |  |  |                                                                  |                   |  |  |
|  | отдел Цветковые, или Покрытосеменные |  |                                   |                                   |                   |  |                 |                   |                          |  |  |  |                                                                  |                   |  |  |
|  |                                      |  | ещё 63 порядка цветковых растений | ещё 63 порядка цветковых растений |                   |  |                 | еще 5 подсемейств | еще 5 подсемейств        |  |  |  | еще 214 подтвержденных видов и 19 видов, ожидающих подтверждения |                   |  |  |
|  |                                      |  |                                   | ещё 63 порядка цветковых растений |                   |  |                 |                   | еще 5 подсемейств        |  |  |  |                                                                  |                   |  |  |

### Синонимы
- Lathyrus mutabilis C.Klinggr. ex Nyman
- Lathyrus sanguineus Haberle ex Steud.
- Orobus pisiformis (L.) Wender.
- Orobus sylvestris Wender. ex Steud.
- Pisum klinggraeffianum E.H.L.Krause